# Finsterwolderhamrik
Finsterwolderhamrik est un hameau qui fait partie de la commune d'Oldambt dans la province néerlandaise de Groningue.